# Coupe de Pologne masculine de volley-ball
 (février 2024).
Si vous disposez d'ouvrages ou d'articles de référence ou si vous connaissez des sites web de qualité traitant du thème abordé ici, merci de compléter l'article en donnant les références utiles à sa vérifiabilité et en les liant à la section « Notes et références ».
 (mars 2021).
La Coupe de Pologne masculine de volley-ball (surnommée Biało-Czerwoni) est une compétition nationale opposant des clubs de volley-ball polonais. Elle est supervisée par la Fédération polonaise de volley-ball (Polski Związek Piłki Siatkowej - PZPS) et la Ligue professionnelle de volley-ball SA (Profesjonalna Liga Piłki Siatkowej S.A.). La compétition a été créée en 1932 et a lieu à chaque année, à l'exception de quelques éditions : 1937–1949, 1955–1959, 1962–1969, 1980, 2020.
L'équipe de ZAKSA Kędzierzyn-Koźle est l'actuelle tenante du titre, à la suite de sa victoire contre Jastrzębski Węgiel lors de la finale de l'édition 2022.

## Historique
La Coupe de Pologne masculine de volley-ball est dominée par ZAKSA Kędzierzyn-Koźle, qui a remporté la compétition à neuf reprises depuis 2001. L’équipe s’est également imposée lors des trois dernières éditions, en 2019, 2021 et 2022,.

## Palmarès
| - Coupe : "PZGS" - 1932 : LKS Lódz - 1933 : Sokól Macierz Lwów - 1934 : AZS Varsovie - 1935 : Cracovia Kraków - 1936 : YMCA Lódz - 1937-1949 : non disputée - : Coupe "PZKSS" - 1950 : AZS Varsovie - 1951 : AZS Varsovie - 1952 : CWKS Varsovie - 1953 : AZS AWF Varsovie - : Coupe "GKKF" - 53/54: AZS AWF Varsovie - 1954 : AZS AWF Varsovie | - 1955-1959 : non disputée - : Coupe "PZPS" - 1960 : Górnik Katowice - 1961 : Legia Varsovie - 1962-1969 : non disputée - : Coupe "Sportowca" - 1970 : PZU AZS Olsztyn - 1971 : PZU AZS Olsztyn - 1972 : PZU AZS Olsztyn - 1973 : Beskid Andrychów - 1974 : Hutnik Kraków - 1975 : Resowya Rzeszow - 1976 : Stal Mielec - 1977 : Posnania Poznań - 1978 : Beskid Andrychów | - 1979 : Resursa Lódz - 1980 : non disputée - : Coupe "PZPS" - 1981 : Gwardia Wroclaw - 1982 : PZU AZS Olsztyn - 1983 : Resowya Rzeszow - 1984 : Legia Varsovie - 1985 : Plomien Sosnowiec - 1986 : Legia Varsovie - 1987 : Resowya Rzeszow - 1988 : Hutnik Kraków - 1989 : PZU AZS Olsztyn - 1990 : Hutnik Kraków - 1991 : PZU AZS Olsztyn - 1992 : PZU AZS Olsztyn | - 1993 : Chelmiec Walbrzych - 1994 : Wlokniarz Bielsko-Biala - 1995 : Legia Varsovie - 1996 : AZS Nysa - 1997 : Stilon Górzow Wilkopolskim - 1998 : AZS Częstochowa - 1999 : Czarni Radom - 2000 : Mostostal Kedzierzyn - 2001 : Mostostal Kedzierzyn - 2002 : Mostostal Kedzierzyn - 2003 : KPS Sosnowiec - 2004 : KPS Sosnowiec - 2005 : SKRA Belchatow - 2006 : SKRA Belchatow - 2007 : SKRA Belchatow | - 2008 : AZS Częstochowa - 2009 : SKRA Belchatow - 2010 : Jastrzębski Węgiel - 2011 : Skra Bełchatów - 2012 : Skra Bełchatów - 2013 : ZAKSA Kędzierzyn-Koźle - 2014 : ZAKSA Kędzierzyn-Koźle - 2015 : Trefl Gdańsk - 2016 : Skra Bełchatów - 2017 : ZAKSA Kędzierzyn-Koźle - 2018 : Trefl Gdańsk - 2019 : ZAKSA Kędzierzyn-Koźle - 2020 : Annulé (Covid-19) - 2021 : ZAKSA Kędzierzyn-Koźle - 2022 : ZAKSA Kędzierzyn-Koźle - 2023 : ZAKSA Kędzierzyn-Koźle |
| - 2024 : Warta Zawiercie - 2025 : Jastrzębski Węgiel | | | | |